# Túnel de Kvalsund
El túnel de Kvalsund (en noruego: Kvalsundtunnelen) es un túnel submarino que conecta las islas de Kvaløya y Ringvassøya en el municipio de Tromsø. Es parte de la ruta estatal noruega 863. Cruza el estrecho de Kvalsundet entre las localidades de Sørhelltaren y Nordhella. Tiene una longitud de 1650 m. Fue abierto en 1988 y alcanza una profundidad de 56 m. Reemplazó una conexión de transbordador.